# روبين ماتيو
روبين ماتيو (بالإنجليزية: Rubén Mateo)‏ هو لاعب كرة قاعدة دومينيكاوي، ولد في 10 فبراير 1978 في محافظة سان كريستوبال في جمهورية الدومينيكان.

## وصلات خارجية
- روبين ماتيو على موقعبيزبول رفرنس.كوم (الدوري الرئيسي) (الإنجليزية)
- روبين ماتيو على موقعبيزبول رفرنس.كوم (الدوري الثانوي) (الإنجليزية)